# Saint-Léon-d’Issigeac
Saint-Léon-d’Issigeac ist eine französische Gemeinde mit 146 Einwohnern (Stand 1. Januar 2022) im Département Dordogne in der Region Nouvelle-Aquitaine (vor 2016: Aquitanien). Sie gehört zum Arrondissement Bergerac und zum Kanton Sud-Bergeracois.
Der Name in der okzitanischen Sprache lautet Sent Lèon de Sijac und leitet sich vom heiligen Leo ab. Der Zusatz dient zur Unterscheidung von der gleichnamigen Gemeinde im Périgord.
Die Einwohner werden Saint Léonnais und Saint Léonnaises genannt.

## Geographie
Saint-Léon-d’Issigeac liegt ca. 22 km südöstlich von Bergerac im Gebiet Bergeracois der historischen Provinz Périgord am südlichen Rand des Départements.
Umgeben wird Saint-Léon-d’Issigeac von den fünf Nachbargemeinden:
|        | Bardou                                      | Naussannes              |
| Boisse | Kompassrose, die auf Nachbargemeinden zeigt | Beaumontois en Périgord |
|        | Faurilles                                   |                         |

Saint-Léon-d’Issigeac liegt im Einzugsgebiet des Flusses Garonne. Die Bournègue, ein Nebenfluss des Dropt, durchquert das Gebiet der Gemeinde zusammen mit ihrem Nebenfluss, dem Pontet.

## Einwohnerentwicklung
Nach Beginn der Aufzeichnungen stieg die Einwohnerzahl in der ersten Hälfte des 19. Jahrhunderts auf einen Höchststand von 430. In der Folgezeit setzte eine Phase der Stagnation bis zu den 1980er Jahren ein, die die Zahl der Einwohner bei kurzen Erholungsphasen auf 105 Einwohner sinken ließ, bevor sie sich auf ein Niveau von rund 120 Einwohnern stabilisierte, das bis heute gehalten wird.
| Jahr      | 1962 | 1968 | 1975 | 1982 | 1990 | 1999 | 2006 | 2011 | 2022 |
| --------- | ---- | ---- | ---- | ---- | ---- | ---- | ---- | ---- | ---- |
| Einwohner | 153  | 137  | 114  | 105  | 119  | 121  | 119  | 114  | 146  |

## Sehenswürdigkeiten
- Pfarrkirche Notre-Dame-de-la-Nativité, ersetzte im 19. Jahrhundert einen Vorgängerbau

## Wirtschaft und Infrastruktur
Wirtschaftliche Aktivitäten der Gemeinde sind der Weinbau, der Ackerbau, das Handwerk und das Hotelgewerbe.
Saint-Léon-d’Issigeac liegt in den Zonen AOC des Bergerac mit den Appellationen Bergerac (blanc, rosé, rouge) und Côtes de Bergerac (blanc, rouge) sowie des Nussöls des Périgord.

### Verkehr
Saint-Léon-d’Issigeac ist erreichbar über die Routes départementales 19 und 23.